# Sylvester Igboun
Sylvester Igboun, né le 8 septembre 1990 à Lagos au Nigeria, est un footballeur international nigérian, qui évolue au poste d'avant-centre au FK Nijni Novgorod.

## Biographie

### Carrière en club
Avec le FC Midtjylland, Sylvester Igboun dispute 8 matchs en Ligue Europa, pour 3 buts inscrits. Avec le Midtjylland, il remporte une fois le championnat du Danemark. 

### Carrière internationale
Sylvester Igboun compte 6 sélections avec l'équipe du Nigeria depuis 2015. 
Il est convoqué pour la première fois en équipe du Nigeria par le sélectionneur national Sunday Oliseh, pour un match des éliminatoires de la CAN 2017 contre la Tanzanie le 5 septembre 2015. Il entre à la 36e minute de la rencontre, à la place de Lukman Haruna. Le match se solde par un match nul et vierge (0-0).

## Statistiques
| Saison                | Club                  | Championnat           | Championnat | Championnat | Coupe(s) nationale(s) | Coupe(s) nationale(s) | Compétition(s) continentale(s) | Compétition(s) continentale(s) | Compétition(s) continentale(s) | Total | Total |
| Saison                | Club                  | Division              | M.          | B.          | M.                    | B.                    | Comp.                          | M.                             | B.                             | M.    | B.    |
| 2009-2010             | FC Midtjylland        | D1                    | 1           | 0           | -                     | -                     | -                              | -                              | -                              | 1     | 0     |
| 2010-2011             | FC Midtjylland        | D1                    | 31          | 6           | 5                     | 2                     | -                              | -                              | -                              | 36    | 8     |
| 2011-2012             | FC Midtjylland        | D1                    | 31          | 8           | 1                     | 0                     | C3                             | 4                              | 1                              | 36    | 9     |
| 2012-2013             | FC Midtjylland        | D1                    | 25          | 8           | 1                     | 0                     | C3                             | 2                              | 1                              | 28    | 9     |
| 2013-2014             | FC Midtjylland        | D1                    | 28          | 10          | 2                     | 1                     | -                              | -                              | -                              | 30    | 11    |
| 2014-2015             | FC Midtjylland        | D1                    | 31          | 9           | -                     | -                     | C3                             | 2                              | 1                              | 33    | 10    |
| Sous-total            | Sous-total            | Sous-total            | 147         | 41          | 9                     | 3                     | -                              | 8                              | 3                              | 164   | 47    |
| 2015-2016             | FK Oufa               | D1                    | 25          | 4           | 1                     | 0                     | -                              | -                              | -                              | 26    | 4     |
| 2016-2017             | FK Oufa               | D1                    | 24          | 3           | 2                     | 0                     | -                              | -                              | -                              | 26    | 3     |
| 2017-2018             | FK Oufa               | D1                    | 26          | 7           | -                     | -                     | -                              | -                              | -                              | 26    | 7     |
| 2018-2019             | FK Oufa               | D1                    | 29          | 10          | -                     | -                     | C3                             | 6                              | 1                              | 35    | 11    |
| 2019-2020             | FK Oufa               | D1                    | 6           | 2           | -                     | -                     | -                              | -                              | -                              | 6     | 2     |
| Sous-total            | Sous-total            | Sous-total            | 110         | 26          | 3                     | 0                     | -                              | 6                              | 1                              | 119   | 27    |
| 2019-2020             | Dynamo Moscou (prêt)  | D1                    | 20          | 2           | 1                     | 0                     | -                              | -                              | -                              | 21    | 2     |
| 2020-2021             | Dynamo Moscou         | D1                    | 17          | 1           | 2                     | 0                     | C3                             | 1                              | 0                              | 20    | 1     |
| 2021-2022             | Dynamo Moscou         | D1                    | 10          | 0           | 2                     | 1                     | -                              | -                              | -                              | 12    | 1     |
| Sous-total            | Sous-total            | Sous-total            | 47          | 3           | 5                     | 1                     | -                              | 1                              | 0                              | 53    | 4     |
| Total sur la carrière | Total sur la carrière | Total sur la carrière | 304         | 70          | 15                    | 3                     | -                              | 15                             | 4                              | 334   | 77    |

## Palmarès
- Avec le FC Midtjylland
  - Champion du Danemark en 2015